# Adolphe Lemoine
Pour les articles homonymes, voir Lemoine et Montigny.
Adolphe Auguste Lemoine, dit Lemoine-Montigny ou simplement Montigny, né le 5 octobre 1805 à Mons et mort le 6 mars 1880 à Paris 16e, est un comédien et dramaturge français.

## Biographie
Il était le frère de l'auteur dramatique Gustave Lemoine (1802-1885), mari de la compositrice Loïsa Puget, et de l’homme de lettres Édouard Lemoine.
Montigny prend la direction du théâtre de la Gaîté en 1838, qu'il quitte en 1844 pour prendre celle du théâtre du Gymnase, qu'il dirige jusqu'à sa mort.
En 1847, il épouse la comédienne Rose Chéri, première comédienne du théâtre. Anna, sœur cadette de Rose épouse en 1852 l'acteur François-Louis Lesueur, tous deux engagés au Gymnase. Montigny fut donc l'époux et le beau-frère de plusieurs acteurs de son théâtre, ainsi que l'oncle de la comédienne Anna Judic.
En 1857, avec sa femme, il s'installe rue Saint-Pierre à Passy. Le couple déménage ensuite dans le même quartier, dans un hôtel particulier au no 73 rue de la Tour, où ils mourront tous les deux à une vingtaine d'années d'intervalle.
À son décès en 1880, Lemoine-Montigny était chevalier de la Légion d'honneur.

## Théâtre
- 1832 : Norbert ou le Campagnard : comédie-vaudeville en un acte, Paris.
- 1834 : Le Doigt île Dieu : drame en un acte, théâtre de l'Ambigu-Comique, Paris.
- 1834 : Une Chanson : drame-vaudeville en trois actes, Ambigu-Comique, Paris.
- 1836 : Un fils : drame en trois actes, Ambigu-Comique, Paris.
- 1836 : Wilson, ou une Calomnie : drame en trois actes, Paris.
- 1836 : Amazanpo ou la Découverte du quinquina : drame en quatre actes et sept tableaux, Paris.
- 1836 : La Sœur grise et l'Orphelin : mélodrame en quatre actes et cinq tableaux, Paris[5].
- 1838 : Père Brice, drame-vaudeville en 2 actes, avec Auguste Rousseau, Théâtre de la Gaîté, 1er juin